# Odontopaschia
Odontopaschia är ett släkte av fjärilar. Odontopaschia ingår i familjen mott.
Kladogram enligt Catalogue of Life:
| Odontopaschia | \| \| Odontopaschia ecnomia \| \| \| \| \| \| Odontopaschia stephanuchra \| \| \| \| \| \| Odontopaschia virescens \| \| \| \| |
|               | \| \| Odontopaschia ecnomia \| \| \| \| \| \| Odontopaschia stephanuchra \| \| \| \| \| \| Odontopaschia virescens \| \| \| \| |
|               | Odontopaschia ecnomia |
|               | |
|               | Odontopaschia stephanuchra |
|               | |
|               | Odontopaschia virescens |
|               | |